# Thomsonisca mangiferae
Thomsonisca mangiferae är en stekelart som beskrevs av Sushil och Muhammad Sharif Khan 1994. Thomsonisca mangiferae ingår i släktet Thomsonisca och familjen sköldlussteklar. Inga underarter finns listade i Catalogue of Life.